# Братская могила двух советских лётчиков 219-й авиадивизии

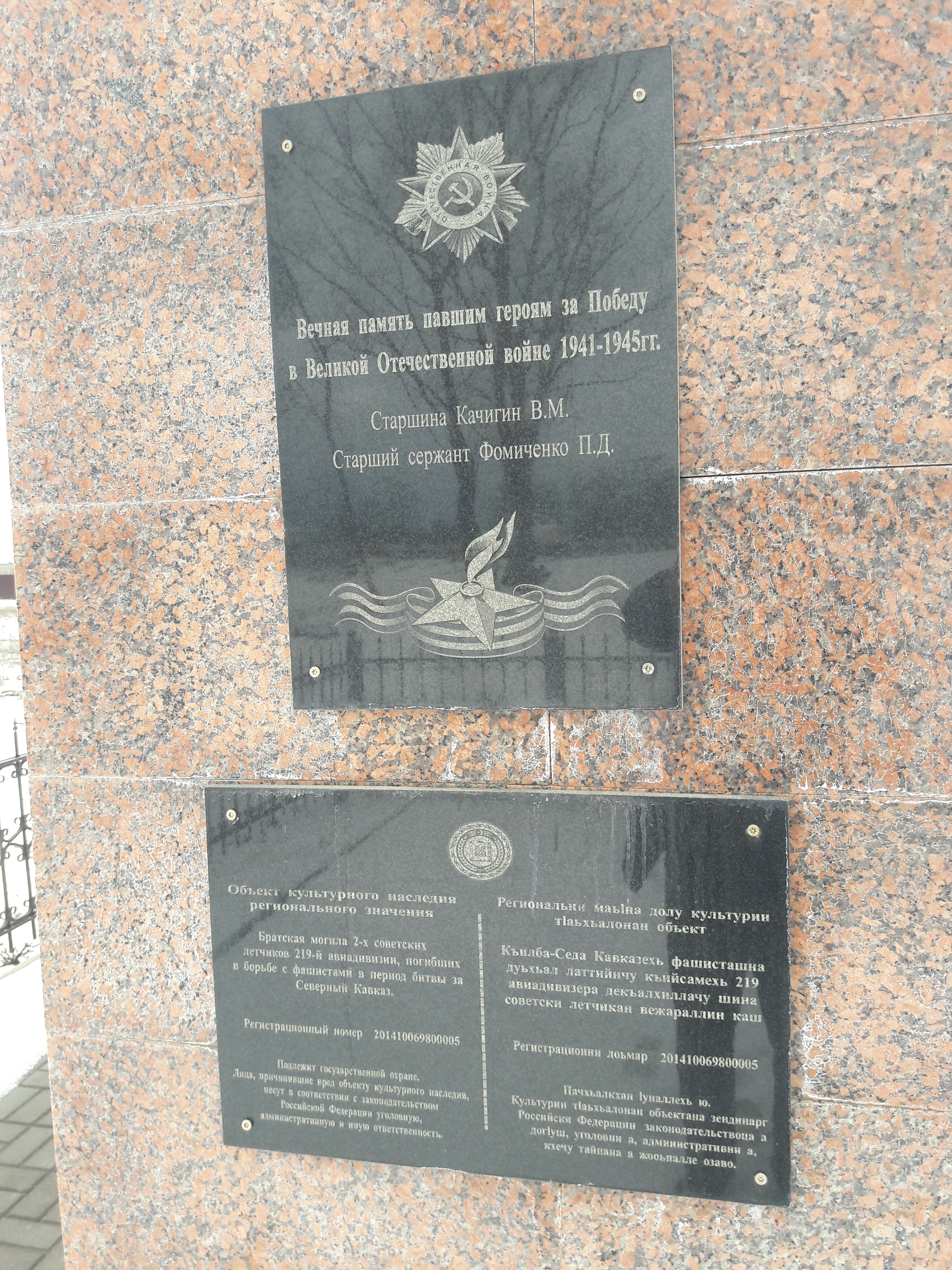
Мемориальная доска, установленная на памятнике.

Братская могила двух советских лётчиков 219-й авиадивизии, погибших в борьбе с фашистами в период битвы за Северный Кавказ расположена на месте гибели членов экипажа бомбардировщика «Бостон» Б-3.

## История
25 октября 1942 года в ходе боёв Нальчикско-Орджоникидзевской операции экипаж бомбардировщика «Бостон» Б-3 859-го ближнебомбардировочного авиационного полка 219-й авиадивизии в составе командира, лейтенанта Фёдора Амвросиевича Кравцова, воздушного стрелка, старшины Василия Михайловича Качигина и стрелка-радиста, старшего сержанта Петра Даниловича Фомиченко выполнял боевой вылет. В районе Орджоникидзе самолёт подвергся атаке немецких истребителей. В результате воздушного боя Качигин и Фомиченко погибли.
Командир экипажа Фёдор Кравцов в ходе боя выжил и продолжил воевать. Он совершил более 160 боевых вылетов, участвовал в 11 воздушных боях. За свои подвиги он был награждён орденами Красного Знамени, Красной Звезды и Отечественной войны I степени. Погиб 28 декабря 1943 года в результате столкновения самолётов. Похоронен в братской могиле в станице Славянская (ныне Славянск-на-Кубани) Краснодарского края.
В 1985 году на месте гибели Качигина и Фомиченко, на трассе Грозный — Шатой, близ села Старые Атаги (Грозненский район, Чечня) был установлен памятник, который представляет собой реактивный самолёт, установленный на постаменте. Территория памятника обнесена металлической оградой. Памятник признан объектом культурного наследия регионального значения. К постаменту прикреплена мемориальная доска с надписью:
Вечная память павшим героям за Победу в Великой Отечественной войне 1941-1945 гг.

Старшина Качигин В. М.

Старший сержант Фомиченко П. Д.